# Hayasa-Azzi
Hayasa-Azzi eller Azzi-Hayasa var sannolikt en federation mellan två bronsåldersriken, Hayasa och Azzi, som låg i det armeniska höglandet. Hayasa låg söder om Trabzon och Azzi söder om Hayasa och norr om Eufrat. Hayasa-Azzi låg i konflikt med hettiter-riket under 1300-talet f.Kr. och blev sedan dess vasallstat fram till hettiter-rikets kollaps cirka 1190 f.Kr.

## Historia

### Innan Tudhaliya III (1500–1340 f.Kr.)
Hettitiska skrifter från tiden innan Tudhaliya III är få men de nämner att ett rike ligger i bergstrakten kring Vansjön. Detta rike skulle vara Hayasa eller Azzi. På 1300-talet f.Kr. skall Hattusa ha bränts ned och även den andra huvudstaden i det hettitiska riket, Sapinuwa, gick samma öde till mötes. Hattusili III lät på 1200-talet nedteckna att Azzifolket under den tiden gjort Samuha till sin gräns. Att notera är dock att skrifterna nedtecknats långt efter den period de talar om och att det därmed nödvändigtvis inte var Azzifolket som invaderat hettiter-riket. 

### Tudhaliya III och Suppiluliuma I (cirka 1360–1320 f.Kr.)
Tudhaliya III gjorde staden Samuha till sin tillfälliga hemvist strax efter att Hattusa övergivits till invaderande kaskier. Samuha var "ett viktigt kulturellt centrum vid Marassantiyaflodens övre del". Under denna period var Hettitiska riket under attack av både kaskier, Hayasa-Azzi samt andra fientliga grannfolk och de närliggande stormakterna förväntade sig att riket snart skulle falla. Den egyptiske faraon Amenhotep III skrev i sina meddelanden till kungen av Arzawa att "jag har hört att allt är över och att Hattusas land ligger lamslaget". Faraons bild av situationen skulle dock visa sig vara fel. Tudhaliya samlade snabbt ihop en stor armé och tillsammans med sin general Suppiluliuma (som senare själv kom att bli hettitisk konung) drev de ut Hayasa-Azzi och Kaskierna från Samuhas närområde. Därefter skickade han Suppiluliuma norrut för att slutligen besegra Hayasa-Azzi. Hayasa-Azzis arméer undvek till en början direkta slag och drog sig istället tillbaka för den annalkande hettitiska armén medan kvarlämnade mindre styrkor utförde gerillaattacker i dess rygg. Hettitologen Trevor R. Bryce noterar dock att Hettiterna till slut invaderade Hayasa-Azzi och tvingade dess konung Karanni till strid vid staden Kumaha. Delen i texten "Suppiluliumas dåd" som berättar om striden har gått förlorad, men utgången var otvivelaktigt en hettitisk seger då kampanjen resulterade i att Hayasa-Azzi blev hettitisk vasallstat i fredsfördraget med dess nye konung Hakkana.
Hayasa-Azzi var nu tvungna att skicka tillbaka alla hettiter de tillfångatagit under kriget och de tvingades även ge upp de tidigare gränslandet mot Hettiter-riket då Suppiluliuma menade att de tillhörde hettiterna. Hakkana var dock ingen vek och underkuvad härskare som hettiterna kunde beordra runt. För att godta villkoret att sända tillbaka de tusentals hettiter som tillfångatagits under kriget krävde han först att hettiterna skulle släppa de hayaser och azzier som de själva tillfångatagit.
Efter Hakkana följde tre kungar av Hayasa och/eller Azzi. Dessa var Karanni, Mariya och Hakkani. Hakkani gifte sig med en hettitisk prinsessa och när Suppiluliuma blev kung av hettiterna gifte Hakkani sig även med dennes syster. I avtalet mellan de båda rikena gällande giftermålet skriver Suppiluliuma:
"Min syster, som jag ger dig i giftermål, har systrar, genom ditt giftermål är de nu dina släktingar. Det finns en lag i Hattis land, närma dig inte dina systrar, dina svärsystrar eller dina kusiner, det är inte tillåtet. I Hattis land lever inte den som begår ett sådant brott, han dör. I ditt land tvekar du inte att gifta dig med dina systrar, dina svärsystrar eller dina kusiner, detta då du inte är civiliserad. En sådan handling kommer aldrig accepteras i Hattis land".

### Mursili II (Cirka 1320–1290 f.Kr.)
Kungadömet Hayasa-Azzi förblev en lojal vasallstat till hettiterna för en tid och kan ha drabbats av samma pest som tog livet av Suppiluliuma och hans son Arnuwanda II. I kung Mursili II:s sjunde år (1315 f.Kr.) beslutade sig dock "härskaren av Azzi" Anniya för att utnyttja Pihhuniyas enande av Kaska-folken och plundrade Dankuwa som var ett hettitisk gränsområde. Anniya tillfångatog befolkningen där och förde dem till sitt eget kungadöme. När Pihhuniyas kaskier krossats marscherade Mursili till gränsen mot Azzi och krävde att Anniya skulle släppa hettiterna fria. Anniya vägrade och Mursili anföll då och erövrade gränsfästningen Ura. Våren året efter korsade han Eufrat och omorganiserade sin armé vid Ingalova, han fortsatte sedan med att erövra fästningar vid Vansjöns västra sida innan han återvände tillbaka till Hettitiska riket. 
Trots Mursilis kampanj mot dem var Hayasa-Azzi inte kuvat och när konungen på nytt beordrade Anniya att släppa de hettitiska fångarna vägrade han igen. 1313 f.Kr. inledde Anniya en stor motoffensiv mot hettiterna och invaderade än en gång de nordöstra delarna av hettiter-riket. Området Istitina plundrades och de Hayasa-Azziska trupperna belägrade Kannuwara. Än värre för Mursili var att hans bror Sarri-Kusuh som var guvernör i Hettiter-rikets syriska provinser hade avlidit vilket ledde till att rikena i området Nuhašše gjorde uppror. Mursili II agerade snabbt och skickade sin general Kurunta för att krossa det syriska upproret, samtidigt skickade han den känt kapable generalen Nuwanza norrut för att driva tillbaka den Hayasa-Azziska invasionen. Efter att ha konsulterat några orakel beordrade Mursili II Nuwanza att återerövra allt land som gått förlorat till Hayasa-Azzi. Nuwanza lyckades med sitt uppdrag och besegrade Hayasa-Azzi i fält. De erövrade områdena återtogs och skulle sedan förbli i hettiternas ägo under resten av Mursilis tid på tronen. Under sitt tionde år som konung invaderade Mursili II Hayasa-Azzi än en gång. Denna gång lyckades han erövra riket och ett fredsavtal skrevs året efter. I Mursilis annaler står följande:
"Folket i Nuhašše reste sig och belägrade (otydbart). Andra fiender och Hayasas folk likaså. De plundrade Institina, blockerade Ganuvara med trupper och stridsvagnar. Eftersom jag lämnat Nuwanza, förste munskänk, och alla lägrets invånare och trupperna och stridsvagnarna i höglandet skrev jag följande till Nuwanza; 'Se att Hayasas folk har ödelagt Institina och blockerat Ganuvara' och Nuwanza ledde trupper och stridsvagnar till hjälp och marscherade till Ganuvara och han skickade till mig ett sändebud med texten 'Kan du inte för mig gå till auguren och siaren? Kan inte för mig ett beslut göras från fåglarna och offrets kött?'
Jag sände till Nuwanza detta meddelande 'Se, jag har för dig rådfrågat fåglarna och köttet, och de beordrar, Gå! För detta folk av Hayasa har guden U redan gett till dig, Slå dem!
Och medan jag återvände från Astatan till Carchemish kom den kunglige prinsen Nana-Lu och mötte mig på vägen och han sade 'Den hayasanska fienden har belägrat Ganuvara, Nuwanza marscherade mot dem och mötte dem utanför Ganuvara's murar. Tio tusen män och sju hundra stridsvagnar stod emot honom i strid och Nuwanza besegrade dem. Det är många döda och många har tagits till fånga'
(15 rader i skriften är här för skadade för att kunna tydas)
"När jag anlände i Tiggaramma, kom förste munskänken Nuwanza och alla adelsmän för att möta mig i Tiggaramma. Jag skulle ha marscherat mot Hayasa, men hövdingarna sa till mig 'årstiden har gått för långt härskare, herre! snälla gå inte till Hayasa' och jag gick inte till Hayasa.

### Hayasa-Azzis fall
Efter kampanjen under sitt tionde år kunde Mursili II än en gång göra Hayasa-Azzi till en hettitisk vasallstat. Anniya var besegrad och rikets armé hade praktiskt taget utrotats av den hettitiska invasionen. Efter rikets fall nämns varken Hayasa, Azzi eller Hayasa-Azzi mer som ett enat rike i varken hettitiska eller senare assyriska källor. Mursilis seger verkar ha inneburit slutet för kungadömets existens.